# 이리오
이리오(2003년 ~ )는 대한민국의 래퍼다.

## 방송
- 하고싶은말을해라 2 (2021) - Top20

## 음반
- BUZZ (2023)
- 20 (2023)

## 기타
- Ouversonic <Worknow!> (2021) - 작사/피처링
- PayyPold <High with me> (2024) - 작곡/편곡
- PayyPold <Pain no more> (2024) - 작곡/편곡
- PayyPold <ING> (2024) - 피처링/작사/작곡/편곡
- PayyPold <Process> (2024) - 피처링/작사/작곡/편곡
- PayyPold <Habit> (2024) - 작곡/편곡